# Roy Mikkelsen
Ragnvald Johan „Roy“ Mikkelsen (geb. 15. September 1907 in Kongsberg, Norwegen; gest. 29. Oktober 1967 in Sierra Nevada, Kalifornien) war ein US-amerikanischer Skispringer. Mikkelsen war 1933 und 1935 US-Meister im Skispringen, war aber auch ein stark in der neuen Disziplin des alpinen Skisports und war in dieser Sportart von 1933 bis 1942 aktiv.

## Persönliches
Roy Mikkelsen wurde in Kongsberg in Buskerud, Norwegen, geboren und wanderte 1924 in die Vereinigten Staaten aus. Er ließ sich in Chicago nieder, wo er dem Norge Ski Club beitrat, der von norwegischen Einwanderern in der Nähe von Fox River Grove gegründet worden war.

## Karriere
Er nahm an den Olympischen Winterspielen 1932 in Lake Placid und 1936 an den Olympischen Winterspielen in Garmisch-Partenkirchen im Skispringen teil. Mikkelsen gewann sowohl 1932 in Lake Placid als auch bei den Spielen 1936 in Deutschland keine Medaille. Aber die Mannschaft schätzte ihn 1936 so sehr, dass er zum Kapitän ernannt wurde. Mikkelsen war bereit, 1940 an einer dritten Olympiade teilzunehmen, doch die Veranstaltung wurde aufgrund des Ausbruchs des Zweiten Weltkriegs abgesagt. Während des Krieges nutzte er seine Ski- und Schneeerfahrung als Offizier der 10. Gebirgsdivision der Armee, die in Italien kämpfte.
Mikkelsen ließ sich schließlich in Auburn, Kalifornien, nieder, wo er 1952 zum Bürgermeister gewählt wurde und dort für den Auburn Ski Club in Soda Springs antrat. Mikkelsen engagierte sich in bürgerschaftlichen Angelegenheiten und arbeitete mit dem Bewerbungskomitee zusammen, das die Olympischen Winterspiele 1960 nach Squaw Valley brachte. Er war Mitglied des Stadtrats von Auburn, darunter zwei Jahre als Bürgermeister in den Jahren 1952 und 1953. Und 24 Jahre nach seinen letzten Olympischen Spielen als Skifahrer stand Mikkelsen erneut im Mittelpunkt der Aufmerksamkeit, als er anlässlich der bevorstehenden Olympischen Spiele eine Fackel auf dem Central Square in Auburn entzündete zum Einzug der Olympischen Spiele nach Placer County – über die neu asphaltierte Interstate 80 bei Squaw Valley.
Er war maßgeblich am Auburn Ski Club und der Entwicklung des Boreal Mountain Resort beteiligt. Mikkelsen starb 1967 im Alter von 60 Jahren, drei Jahre nachdem er 1964 in die National Ski Hall of Fame aufgenommen worden war. In Auburn wurde der Mikkelsen Drive nach ihm benannt. Im Boreal Mountain Resort wurde vor dem Western Ski Sport Museum eine Statue von Mikkelsen aufgestellt.